# فلاديمير فيليغاس
فلاديمير فيليغاس (بالإسبانية: Vladimir Villegas) (ولد في كاراكاس، 11 ديسمبر 1961)، هو صحفي و سياسي فنزويلي. عمل كمراسل في وسائل الإعلام مثل إل نويفو بايس، إل دياريو دي كراكاس، و إل يونيفرسال، وهو كاتب عمود لصحيفة الناسيونال، وكذلك في صحيفة إل موندو.
كونه مؤسس وزعيم حزب حزب الطليعة التقدمية (فنزويلا) المعارض. 